# 전문무용수지원센터
전문무용수지원센터는 전문무용수 지원 사업을 통해 전문무용수 복지 및 무용예술 발전을 도모하기 위하여 2007년 1월 22일 설립된 문화체육관광부 소관의 재단법인이다. 사무실은 서울시 종로구 명륜2가 창경궁로 253-1 (어젤리아 명륜) 4층에 위치해있다. 

## 주요 사업
- 무용인 직업개발 지원
- 무용인 상해재활 및 예방 지원
- 댄서스 잡마켓
- 무용인 한마음축제 개최
- 국제기구 IOTPD (International Organization for the Transition of Professional Dancers) 회원국